# Bramos
Bramos je savremena, protivbrodska raketa rusko-indijske proizvodnje. Ime je dobila po rekama Bramaputra i Moskva.

## Specifikacije
Raketa je supersonična, leti sa brzinom oko 2,5—2,8 maha. Doseg je 290 kilometara i težine je od 2.500 (avionska verzija) kg do 3.000 kg.